# NGC 283
NGC 283 ist eine Spiralgalaxie vom Hubble-Typ Sc im Sternbild Walfisch südlich der Ekliptik. Sie ist schätzungsweise 508 Millionen Lichtjahre von der Milchstraße entfernt und hat einen Durchmesser von etwa 240.000 Lichtjahren. 

Im selben Himmelsareal befinden sich u. a. die Galaxien NGC 284, NGC 285, NGC 286, IC 56.
Das Objekt wurde am 2. Oktober 1886 von dem US-amerikanischen Astronomen Francis Preserved Leavenworth entdeckt.